# Кондрашов, Пётр Дмитриевич
Пётр Дми́триевич Кондрашо́в (8 июля 1921 года, д. Глинное Мещовского района Калужской области, —11 августа 1999 года, Москва) — советский государственный деятель, участник и инвалид Великой Отечественной войны. Кандидат экономический наук.

## Биография

### Детство, семья
Родился 8 июля 1921 года деревне  Глинное Мещовского района Калужской области. Кроме него в семье был брат Евгений (1926-1999) участник Великой Отечественной войны.
Жена - Кондрашова Нина Александровна, (1926 - 2019), работала экономистом в Минмонтажспецстрое СССР.
Дети - дочь Вера, сын Александр.

### Великая Отечественная война
В 1939 году после окончания школы был призван на срочную военную службу в Красную Армию.  Участвовал в Великой Отечественной войне с 22.06.1941 в составе Южного, Брянского, Белорусского, 1 и 2 Белорусских фронтов. Служил командиром роты средних танков 1 танкового батальона, а затем начальником разведки 16-й гвардейской танковой Речицкой бригады 1 гвардейского танкового Донского ордена Ленина Краснознамённый ордена Суворова корпуса 5 танковой армии.
Гвардии старший лейтенант танковых войск . Трижды ранен. 3 марта 1945 года в одном из боев на территории Германии  был тяжело ранен и после долгого лечения в госпиталях и ампутации ноги ниже колена  получил инвалидность.
 Товарищ Кондрашов П.Д., за время пребывания в батальоне показал себя как знающий своё дело офицер. Его рота была впереди, как по боевой подготовке, а также в дисциплине и организованности. В боях с немецкими захватчиками на наревском направлении тов. Кондрашов показал себя бесстрашным, храбрым, находчивым офицером. Его танк в бою 4.9.44 уничтожил 4 пушки, 2 автомашины, 7 пулемётов, 5 повозок с боеприпасами, 6 блиндажей и более 250 гитлеровцев. Кроме того взято в плен 15 человек пехоты противника.
Вывод. Достоин правительственной награды ордена «Красное Знамя».— Из наградного листа . 6.9.1944

### Учёба и работа
В 1946 году оправившись после тяжелого ранения,  поступил на учебу в Московский институт народного хозяйства им. Г. В. Плеханова, который закончил в 1950 г. и был оставлен в аспирантуре. Успешно защитил кандидатскую диссертацию. Начал преподавательскую деятельность в родном институте, однако ее пришлось оставить. В 1955 году был избран заместителем председателя исполкома, а в 1957 году стал председателем исполкома Москворецкого района, одного из крупнейших районов г. Москвы. После работы в исполкоме райсовета был принят на работу в аппарат Президиума Верховного Совета СССР. В 1963 году был назначен заместителем министра торговли РСФСР, где проработал до 1967 года. В 1967 году был приглашен на работу заместителем министра торговли СССР, а с 1975 года  первым заместителем министра торговли СССР. На этом посту проработал до 1991 года.
Скончался после тяжелой болезни в 1999 году.

## Награды
- Орден Ленина
- Орден Красного Знамени
- Орден Отечественной войны I степени
- Орден Отечественной войны I степени
- Орден Красной Звезды
- Орден Трудового Красного Знамени
- Орден Трудового Красного Знамени